# Suchodoł (obwód samarski)
Suchodoł (ros. Суходол) – osiedle typu miejskiego w Rosji, w obwodzie samarskim, w rejonie siergijewskim. W 2010 liczyło 13 413 mieszkańców.